# Los Años Luz
Los Años Luz Discos es un sello discográfico fundado en Buenos Aires en el año 1999 por Javier Tenenbaum y Nani Monner Sans.
El sello se propone desde el inicio producir obras musicales de artistas poco difundidos en el mercado local pero de alta calidad.
Para la selección de las obras, los socios no utilizan métodos específicos sino más bien se dejan guiar por el propio gusto musical, lo que otorga una identidad particular al sello. En cierto modo, se asocian con el artista y participan en forma conjunta de la producción del álbum, tratando de absorber del autor su estética y voluntad y diseñando todo el proceso, desde las tapas del disco hasta la estrategia de difusión. Sus producciones van desde el pop hasta grabaciones experimentales, pasando por el tango, el folclore, la electrónica, la música del mundo y el rock.
Su catálogo comienza con el dúo de música klezmer Lerner-Moguilevsky, Fernando Samalea y Axel Krygier. A partir de 2000, comienzan a editar a Liliana Felipe, Kevin Johansen. Luego su catálogo se amplía con Santiago Vázquez, Mulam, Carmen Baleiro, Ramiro Musotto, Audiounión, Tirador Laser y Christian Basso.
En el año 2005 inauguran el subsello Punto Uy, dedicado a la música uruguaya. Editan al cuarteto vocal La Otra, Trío Fattoruso. Además, editan a Minino Garay, Lucas Martí, Neli Saporiti, Mariana Baraj y Lisandro Aristimuño entre otros artistas.